# Список різдвяних страв

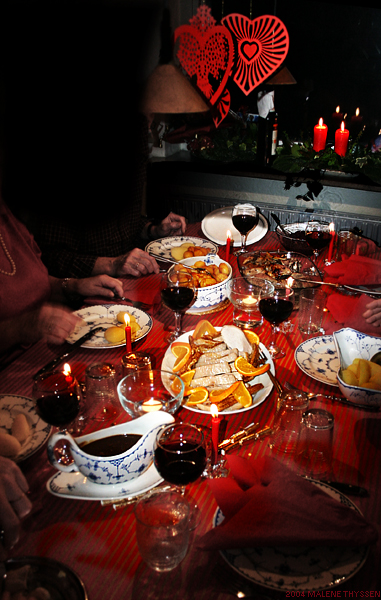
Данська різдвяна їжа

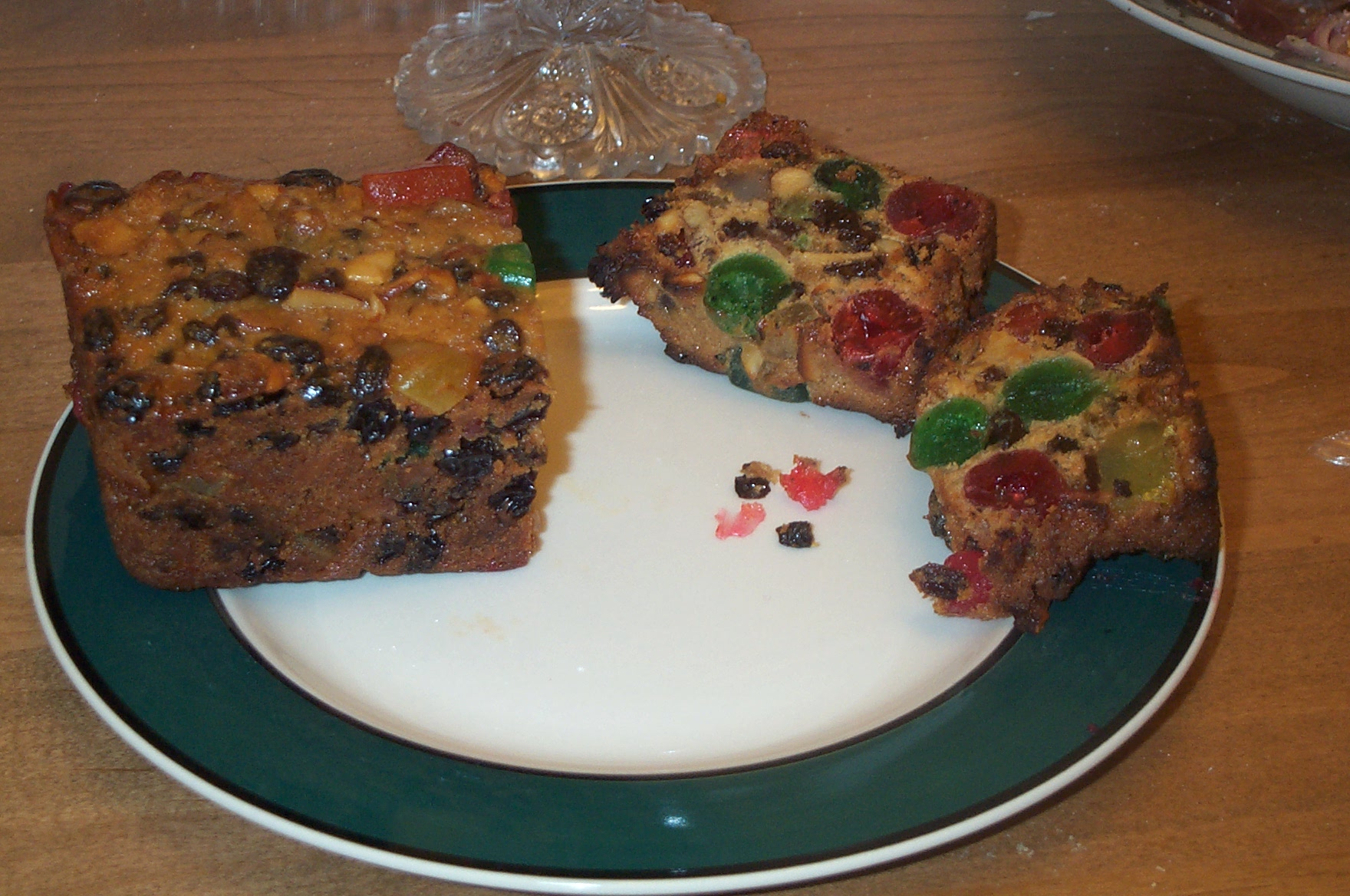
Пиріг із сухофруктами

Різдвяні страви — традиційні страви, які готують різні народи та країни з населенням, що переважно сповідає християнство, під час святкування Різдва Христового.
Нижче наведений список різдвяних страв за країнами, де їх готують.

## Австралія
- Біле Різдво (солодкий шматочок з кофи та міксу фруктів)
- Холодна шинка та холодна індичка[1]
- Морепродукти[1]
- Салати[1]
- Смажена курятина, шинка, індичатина[1]
- Начинка[2]
- Різдвяний пудинг[1]
- Заварний крем
- Імбирний пряник у різдвяних формах
- Дампер[3]
- Цукерки
  - Карамельна тростина
  - Кам'яниста доріжка
  - Ромові кульки
- Шампанське[4]
- Ег-ног[5]
- Трайфл
- Торт «Павлова»[2]
- Мінс-пай

## Албанія
- Бирек ме кунґулл де арре — традиційний албанський пиріг з гарбузом та волоськими горіхами, який готують зазвичай напередодні Різдва, особливо в католицьких сім'ях.

## Аргентина

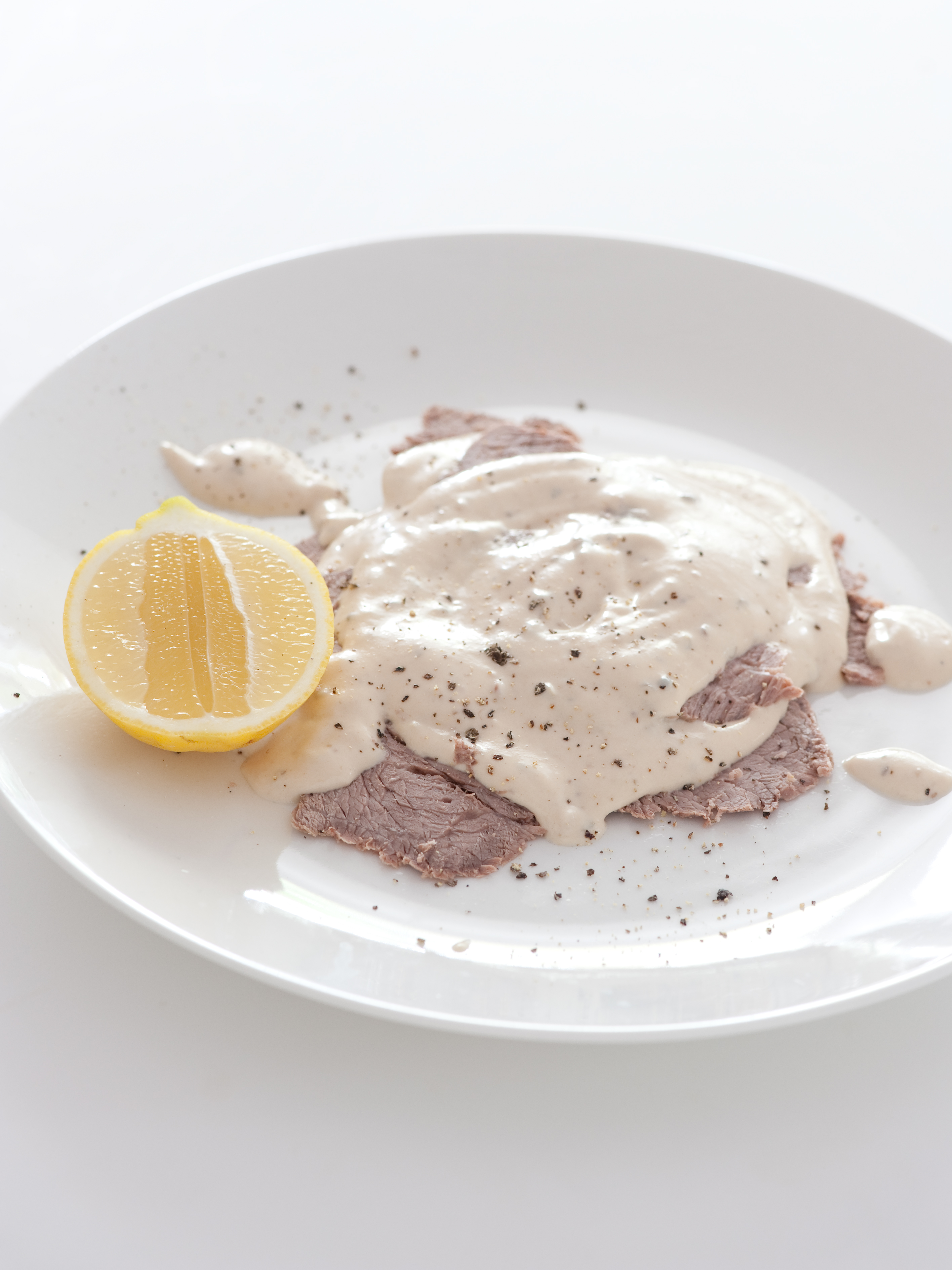
Вітелло тоннато — популярна різдвяна страва в Аргентині, де вона відома як вітель тоне. Ця п'ємонтська страва цінується влітку за свою холодну температуру подачі та є спадщиною великої італійської імміграції до країни.

Панетоне (відоме як пан дульсе) і турро є найпопулярнішими різдвяними солодощами в Аргентині незалежно від соціально-економічного статусу: 76% аргентинців обрали перший і 59% — другий у 2015 році.
Мантеколь, типовий арахісовий десерт, також користується популярністю, йому віддають перевагу 49% аргентинців за результатами того ж опитування.
Ігристі вина, сидр і фріззанте концентрують більшу частину своїх продажів під час різдвяного сезону; ігристе вино в основному споживають невеликі сім'ї з високим і середнім соціально-економічним статусом, які проживають у Великому Буенос-Айресі та найбільших містах країни, тоді як сидр і фріззанте популярні серед нижчих класів і великих сімей.
- Вітелло тоннато[8][9][10]
- Турро[10][11]
- Панетоне[12]
- Асадо[13][14][15][16]
- Клерико (напій, схожий на сангрію, який поєднує вино з подрібненими фруктами)[17]
- Сидр[10][15]
- Ігристе вино[10][15]
- Будін[14][15]
- Салати[10][14]
  - Олів'є[18]
  - Вальдорфський салат[10]
  - Фруктовий салат[14]
- Піононо[10][18]
- Матамбре[18]
- Ленґва[18][19]
- Ґаррапінада[14][15][19][20]
- Мантеколь[20]
- Де міґа[19]
- Павіта[20]

## Бельгія
- Куґну (солодкий хліб у вигляді немовляти Ісуса)[21].

## Білорусь
- Борщ
- Кутя

## Бразилія

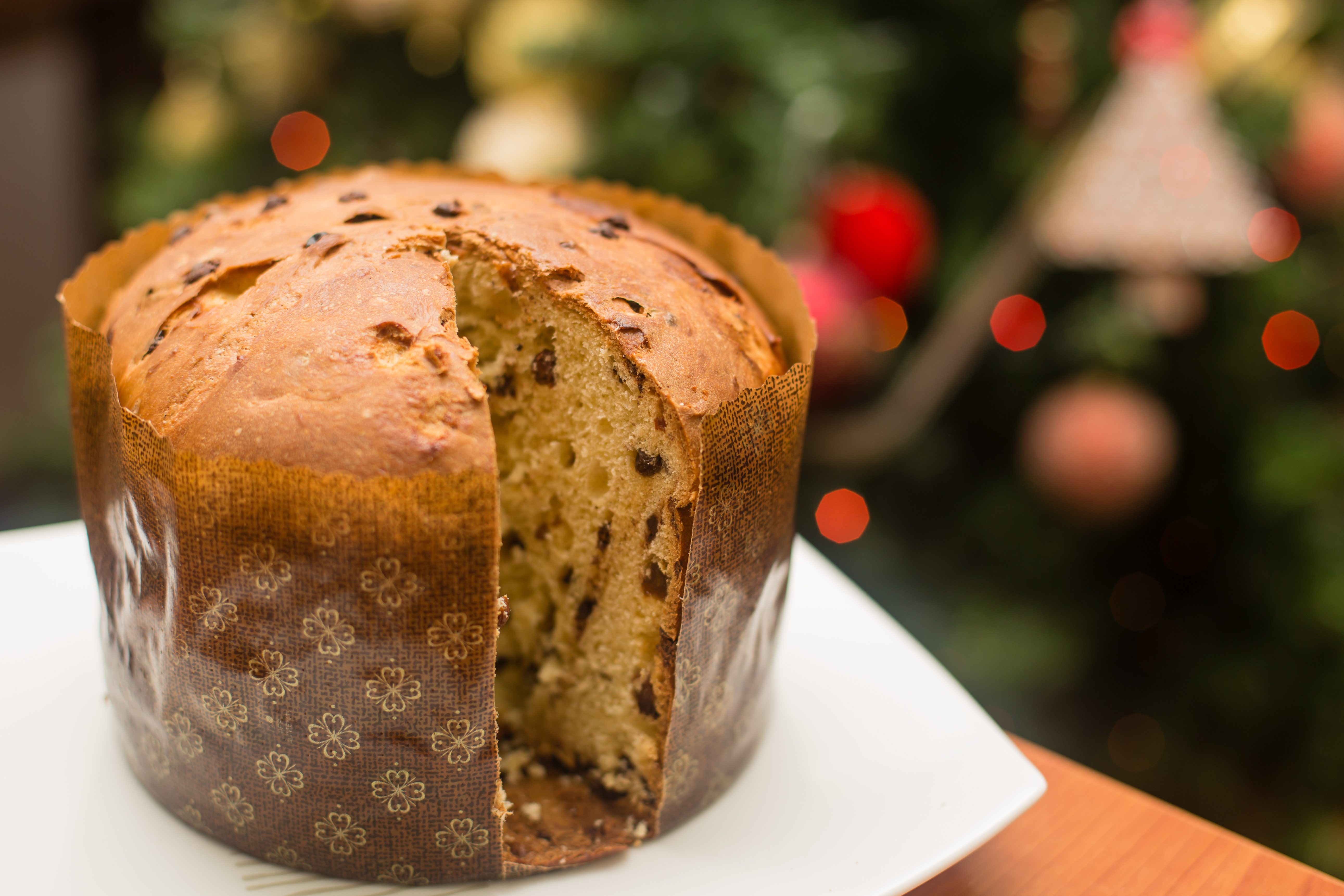
Панеттоне

- Ломбо а Каліфорнія (свиняча вирізка)
- Рабанада (французький тост)
- Лейтао ассадо (смажене порося)
- Перу (смажена індичка)
- Фарофа
- Паве (трайфл)
- Шинка
- Бакаляу (тріска)
- Горіх бразильський
- Арроз а ґреґа (страва, що складається з рису, звареного з родзинками та дрібними шматочками овочів)
- Картопляний салат
- Сальпікао (курячий салат з родзинками)
- Панеттоне
- Крем-карамель
- Мус
- Сидр
- Виноградний сік
- Вино

## Венесуела
- Галлака
- Шинковий хліб
- Дулче де лехоса
- Енсалада де ґалліна
- Перніль[22]

## Велика Британія

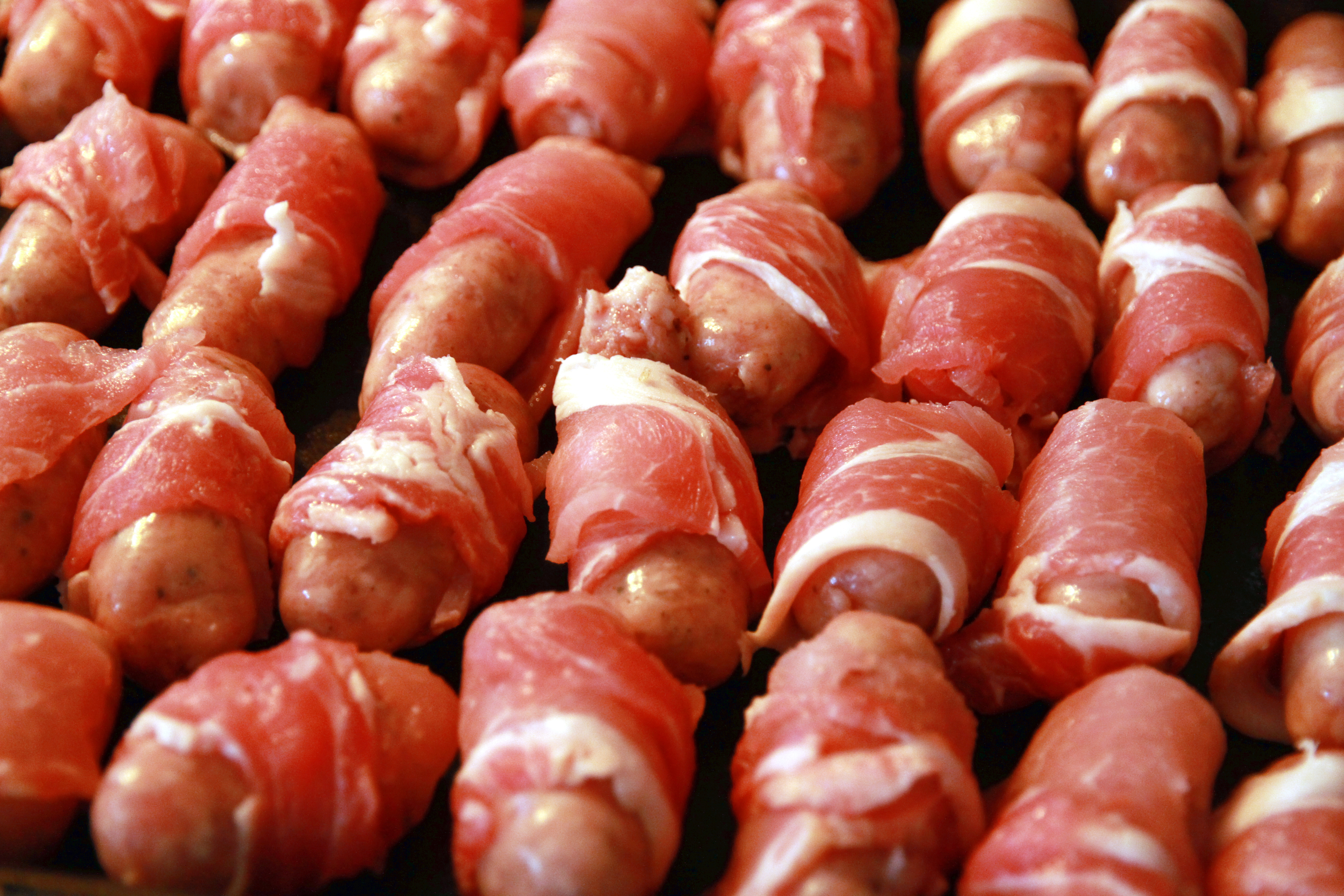
Свині в ковдрах

У Сполученому Королівстві те, що зараз вважається традиційною стравою, складається зі смаженої індички з журавлинним соусом, яка подається зі смаженою картоплею, пастернаком та іншими овочами, після чого подається різдвяний пудинг — важкий пудинг, приготований на пару з сухофруктами, салом і дуже малою кількістю борошна. Можуть подаватися та інші види смаженого м'яса, а в дев'ятнадцятому столітті традиційною стравою був гусак. Те ж саме з деякими варіаціями збереглося і в Ірландії.
- Біф Веллінгтон[23]
- Гострий соус
- Хлібний соус
- Брюссельська капуста[24]
- Карамельна тростина
- Різдвяне поліно
- Різдвяний торт
- Різдвяна шинка
- Різдвяний пудинг[25]
- Журавлинний соус[26]
- Чорти на конях (гаряча закуска із сухофруктів, фаршированих такими інгредієнтами, як сир або горіхи, загорнута в бекон)[27]
- Торт «Данді»
- Імбирний пряник[28]
- Підлива[29]
- Гарячий шоколад
- Мінс-пай[30]
- Глінтвейн[31]
- Смажений горіх
- Свині в ковдрах (страва, що складається з ковбасок, загорнутих у бекон)[32][33][34][35][36]
- Смажена індичатина[30]
- Ростбіф
- Смажений каштан[37]
- Смажена качка
- Смажений гусак
- Смажений фазан
- Смажений пастернак з морквою
- Смажена картопля[38]
- Яловичина зі спеціями
- Трайфл[39]
- Туніський торт
- Пиріг волхвів[40]

## В'єтнам
- Бань чунг
- Лоу

## Гватемала
- Тамале
- Понше
- Павич
- Бунюелос
- Курятина

## Гренландія
- Ків'як

## Греція
- Кураб'є
- Меломакарона
- Діплес
- Цурекі
- Свинина або індичатина

## Данія
- Ейблсківер
- Силт
- Джулсілд
- Картопля відварна ціла
- Коричневий соус
- Карамелізована картопля
- Різдвяне пиво
- Ґлоґґ
- Рисаламанде
- Флескестеґ
- Андестеґ
- Родкал
- Різдвяне печиво
- Цукерка, марципан, карамелізовані фрукти, нуга та горіхи в шоколаді
- Мелені горіхи

## Домініканська Республіка
- Крокети
- Емпанада
- Олів'є
- Зелений салат
- Моро де ґвандулес кон коко
- Пастелес
- Пастелон
- Смажена свинина
- Полло ал горно
- Телера
- Напої
  - Анісетте
  - Миркарія флорібунда
  - Дженґібре
- Десерти
  - Бунюелос
  - Турро
  - Ванільні журавлики
  - Фрукти й горіхи

## Індія
Індійські християни на Індійському субконтиненті святкують Різдво, насолоджуючись кількома стравами, такими як пиріг Аллахабаді, цукрові тростини, сливові пироги тощо. Ось деякі з популярних страв, які їдять на Різдво в Індії:
- Аллахабаді (пиріг)[41]
- Різдвяний торт[42]
- Матрі (листковий бісквіт)
- Гулаб джамун
- Помадка з волоських горіхів
- Джалебі
- Мінс-пай
- Фірні
- Чхена пода (сирний десерт)
- Печиво з топленого масла
- Розетта (печиво)
- Болінхас де коко (кокосове печиво)
- Фрукти в шоколаді
- Марципан
- Дамплінґ
- Тарт
- Нанхатай (пісочне печиво)
- Нейреос (різновид пельменів з манної крупи й горіха)
- Смажене куряче філе
- Фініковий рулет (різдвяне печиво з фініками)
- Бебінка
- Бір'яні
- Стью
- Карамельна тростина
- Кормолас (солодощі)
- Алу Дум
- Молочні вершки
- Шоколадні цукерки
- Піта (капкейк)
- Віндалу
- Плов
- Качка каррі
- Джуюбі (цукерки)
- Капкейк
- Сидр
- Імбирний ель

У церквах по всій Індії також проводяться церковні служби, під час яких влаштовуються різдвяні вечері, що включають такі страви, як пиріг Аллахабаді, цукеркові тростини, різдвяне печиво.
Косвад — це набір солодощів і закусок, які готують на Різдво жителі регіону Конкан. У південноіндійських штатах, таких як Керала, дотримуються традицій домашнього вина, переважно виноградного, але іноді й з інших фруктів, таких як яблуко та рожеве яблуко; етнічні рецепти смаженої яловичини на повільному вогні, тушкованого ягняти, смаженого рису по-індійськи та ф'южн-стилю; Десерти, такі як фалуда, випічка та цілий ряд солодощів, приготованих на пару, варених або запечених, часто з кокосом, цукром та спеціями, такими як кардамон та гвоздика.

## Індонезія
- Клаппертаарт[43]
- Поффертьє[43]
- Аям ріка-ріка[43]
- Лампет[43]
- Когу-когу
- Суп з квасолі

## Ісландія
- Гамборґаргриґґур (смажена, копчена, в'ялена свинина)
- Смажена куріпка
- Ганьґікйот (копчене м'ясо ягнятини, баранини або конини зазвичай відварюють і подають гарячим або холодним у вигляді шматочків)
- Запечена в духовці індичка
- Мондлуґротур (різдвяний рисовий пудинг з мигдалем всередині)
- Брунадар картофлюр (карамелізована картопля)
- Маринована червонокачанна капуста
- Смакокур (маленьке печиво різних сортів)
  - Йоласуккулафібітакокур
  - Лофткокур
  - Моммукокур
  - Сорюр
  - Спейсю
  - Ґифінґакокур
  - Піпаркокур
  - Маренс Корнфлекскокур
- Лауфабраур (круглі, дуже тонкі коржі діаметром близько 15-20 см (6-8 дюймів), прикрашені листоподібними, геометричними візерунками та недовго обсмажені в розпеченому жирі або олії)

## Іспанія
- Хамон
- М'ясо
  - Запечена індичатина
  - Запечена баранина
  - Морепродукти
    - Ланґостінос (королівська креветка)
    - Креветки
    - Лобстер
    - Краб
    - Лящ
- Солодощі
  - Турро
  - Жовтки святої Терези
  - Польворон
  - Марципан
  - Пиріг волхвів
  - Чурос

## Італія
- Панетоне (Мілан)[44][45]
- Пандоро (Верона)[46]
- Панфорте (Тосканія)[47]
- Просекко (Венето)[48]
- Ігристі вина[48]
- Струффолі (Неаполь)
- Пастіера (Неаполь)
- Помаранчева качка

## Канада

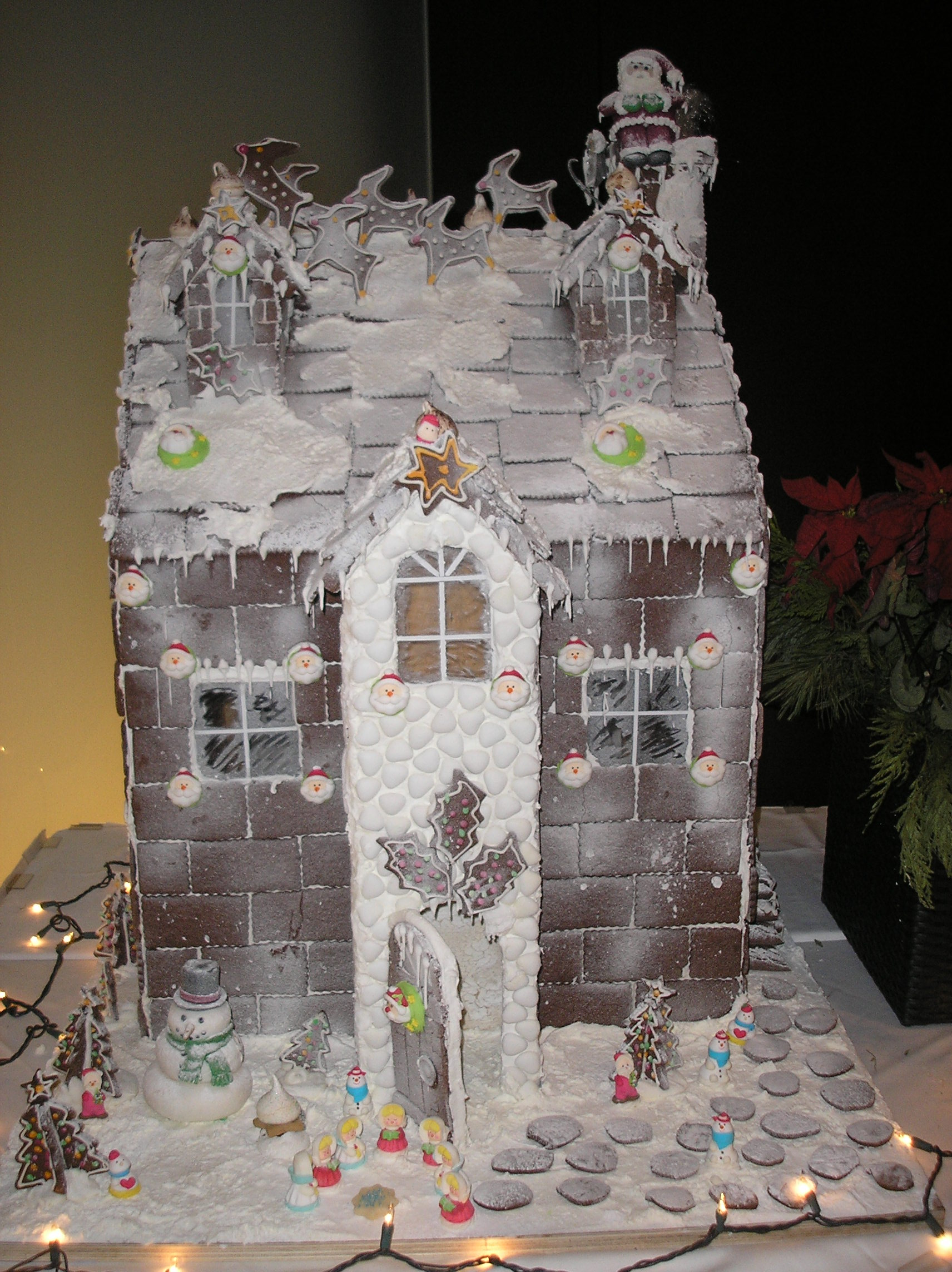
Пряниковий будиночок

- Різдвяне поліно
- Масляний пиріг
- Карамельна тростина
- Різдвяний пудинг
- Ег-ног
- Фруктовий пиріг
- Мінс-пай
- Журавлинний соус
- Індичатина
- Шортбред
- Начинка
- Трайфл

## Китай
- Хвоґво
- Цзяоцзи

## Колумбія

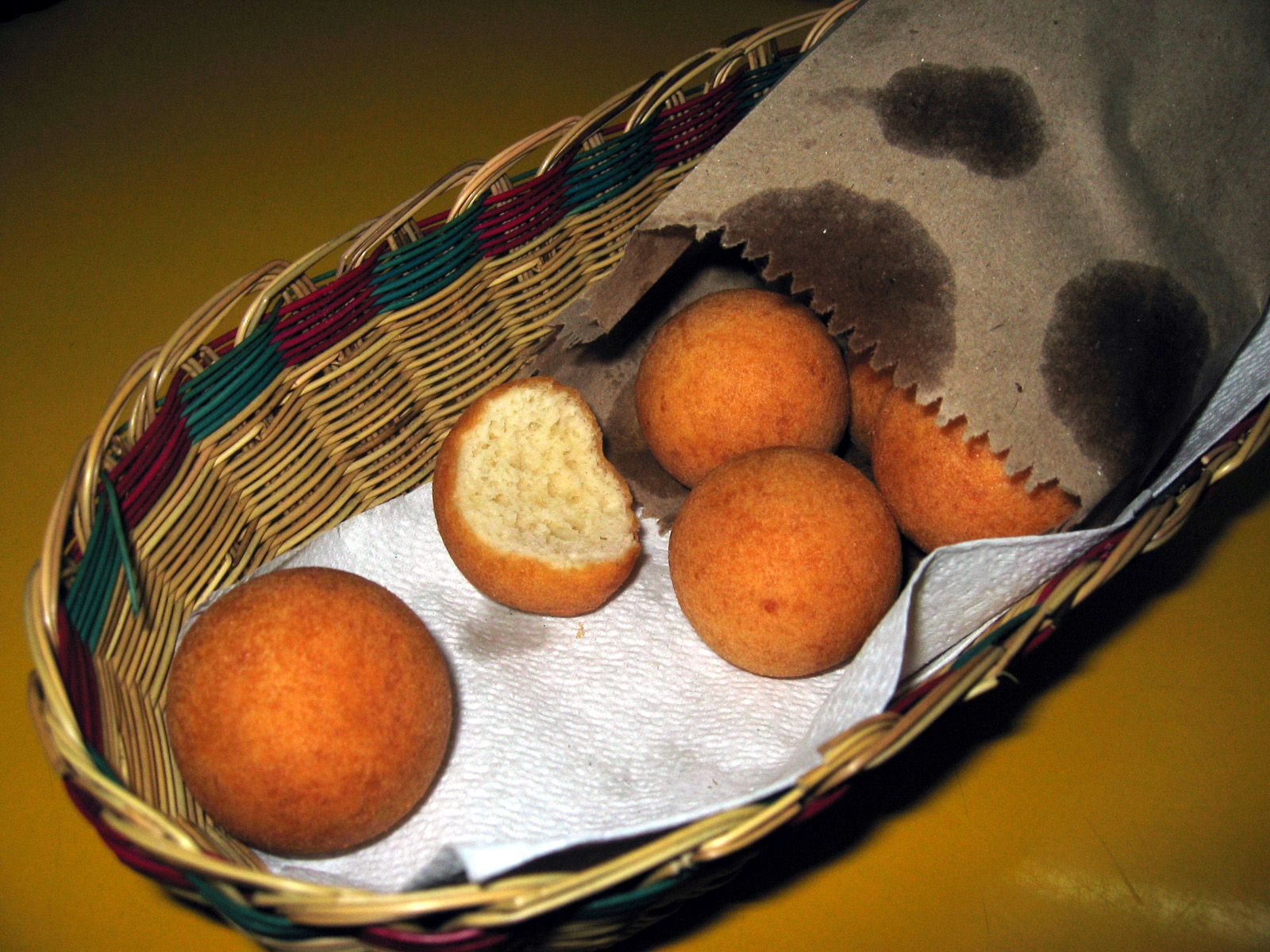
Колумбійські бунюелос

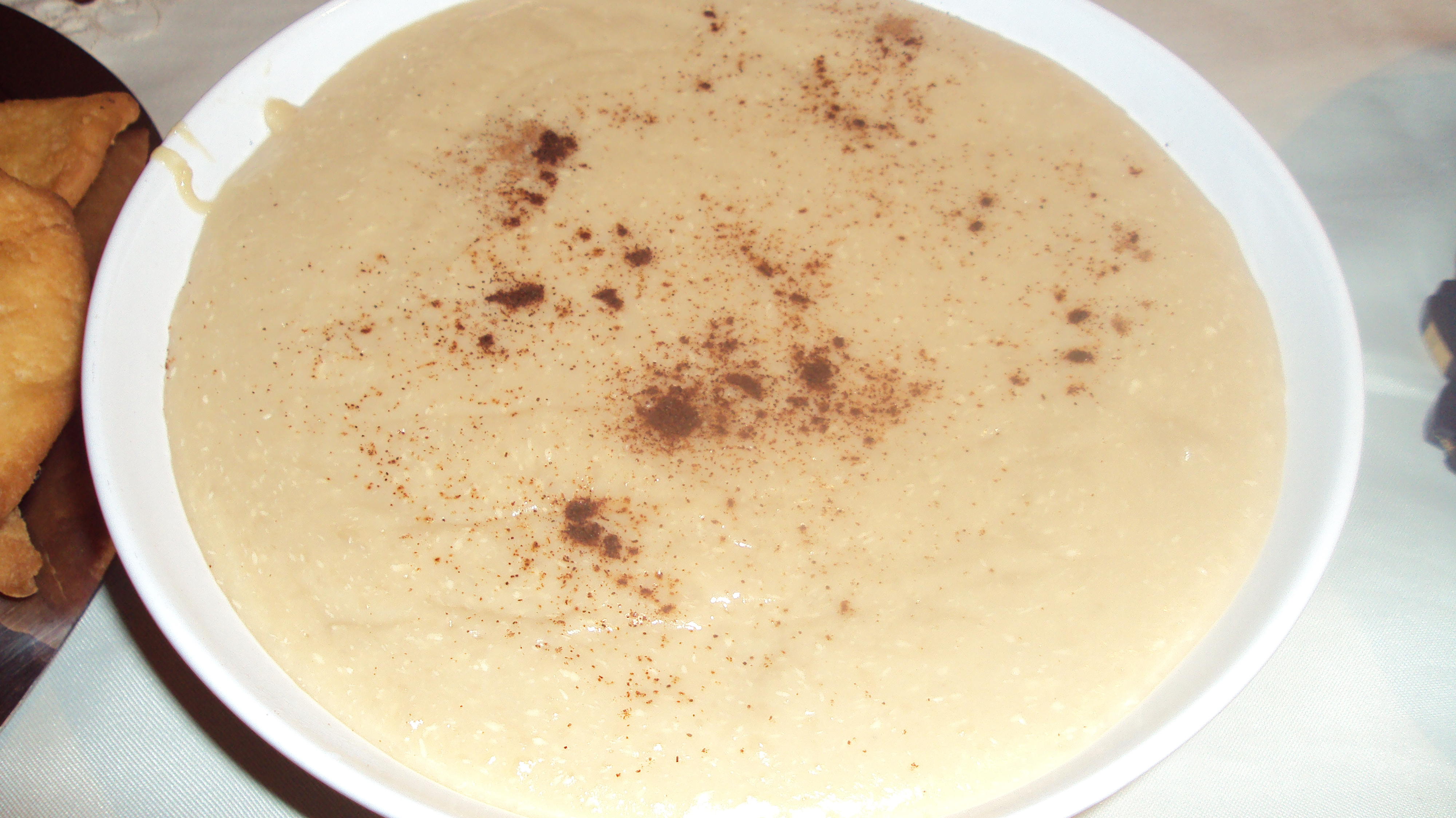
Колумбійська натілла

Колумбійські різдвяні страви — це переважно солодощі та десерти. До найпопулярніших страв відносяться:
- Бунюелос
- Натілла
- Листкове тісто
- Десерт бреве з сиром
- Різдвяне печиво
- Солодкий хліб з начинкою з родзинок і малини
- Лехона (рис, запечений всередині свині, з горохом, м'ясом свині та іншими делікатесами)
- Тамалес
- Понке енвінадо (пиріг з червоним вином)
- Індичка
- Перніль де Сердо (свиняча нога, зазвичай смажена)
- Картопляний салат
- Панетоне

## Корея
- Ґоґіґві (барбекю по-корейськи)
- Кухня корейського монаршого двору

## Куба
- Крема де Віє (гоголь-моголь з ромом, лимонною цедрою та спеціями)
- Махарете (пудинг з кукурудзи, кукурудзяного крохмалю, молока, лимонної цедри, спецій та цукру)
- Платілло Морос-і-Крістіанос
- Лечон асадо (порося вигодуване молоком матері)
- Турро

## Литва
Головну роль у литовській різдвяній традиції відіграє Святвечір — Дванадцять страв, які представляють дванадцять апостолів або дванадцять місяців року. Традиційні страви подаються на стіл 24 грудня.
- Макове молоко
- Кучюкай
- Ауселес (смажені у фритюрі пельмені)
- Оселедець з морквою
- Оселедець з грибами
- Журавлинний кисіль (загущений і підсолоджений сік, зазвичай подається теплим)

## Малайзія
- Боло Рей
- Кап-кей (смажена овочева страва)
- Хоґо
- Диявольське каррі (дуже гострий каррі зі смаком цукатів, галангалу, гірчиці та оцту)
- Яєчний салат
- Віндалу
- Семур (м'ясне рагу)
- Різдвяний пудинг
- Карамельна тростина
- Куе семпронґ (вафельна закуска)
- Ананасовий пиріг
- Різдвяний торт
- Цзяоцзи

## Мальта
- Панетоне
- Фруктовий пиріг
- Різдвяне поліно
- Мінс-пай
- Пастітсіо
- Смажена індичка

## Мексика
- М'ясо
  - Індичка смажена, фарширована, смажена індичка, подається з підливою
  - Шинка глазурована медом або цукром, прикрашена вишнями та ананасами
  - Хамон (іспанська сиров'ялена шинка)
  - Лечон
- Морепродукти
  - Бакалао (тріска по-баскськи)
  - Креветки
  - Восьминіг
  - Краби
- Тушковане м'ясо
  - Менудо (суп з потрухів і гомілок)
  - Позоле (суп з м'яса з додаванням свинини)
- Салати та інші гарніри
  - Тамале (іноді може замінити традиційну індичку або бакалао на ромерітос)
  - Енсалада Навіденья (різдвяний салат з яблуками, родзинками, горіхами пекан і зефіром)
  - Енсалада де Ноче Буена (салат напередодні Різдва)
  - Енсалада Руса (картопляний салат)
  - Ромерітос (зелені листочки, схожі на розмарин, змішані, як правило, з картоплею)
- Солодощі
  - Бунюелос (смажена солодка випічка)
  - Капіротада (хлібний пудинг)
  - Турро
  - Кокада (кокосова цукерка)
  - Volteado de piña (ананасовий перевернутий торт)
  - Карлота де Шоколад (тістечко)
  - Мантекадос і полворонес (розсипчасті тістечка)
  - Марципанові, мигдалеві тістечка
  - Пан дулче (солодкі булочки)
  - Чурос
- Свіжі фрукти
  - Техокоти
  - Гуаябас
  - Caña de azucar
- Напої
  - Чампурадо (густий гарячий шоколад)
  - Гарячий шоколад
  - Цидра (яблучний сидр)
  - Атол (напій на основі кукурудзи)
  - Ромпоп (схожий на гоголь-моголь)
  - Понче Навіденьо (гарячий, солодкий напій з яблук, цукрової тростини, чорносливу та техокоту)

## Нідерланди
- Банкет (солодка випічка з начинкою з мигдалевої пасти)
- Шоколадна монетка
- Шоколадний лист
- Круїднотен (печиво)
- Марципан
- Глінтвейн
- Олієбол
- Пепернотен (печиво)
- Спекулос (пряний пісочний бісквіт)

## Нова Зеландія

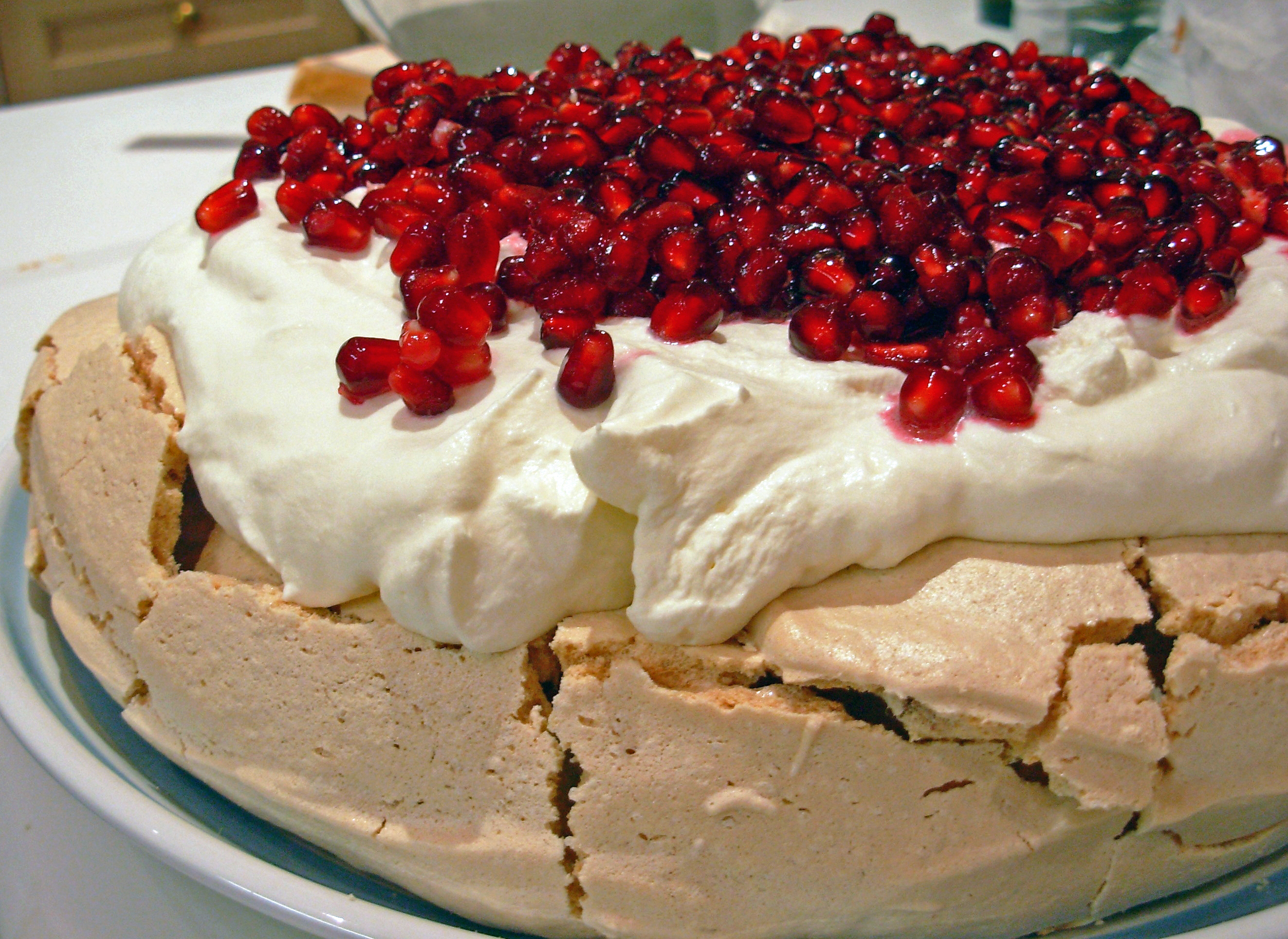
Домашній різдвяний торт «Павлова», прикрашена гранатовими зернами та кремом Шантільї.

- Ганґі (традиційний для новозеландських маорі спосіб приготування їжі з використанням нагрітих каменів, закопаних у ямі-печі)
- Павлова (торт)
- Шинка
- Індичатина
- Полуниці
- Різдвяний пудинг
- Різдвяний фарш
- Вино
- Трайфл
- Картопляний салат
- Арахіс
- Вишні
- Морепродукти

## Панама
- Арроз кон полло (курка, приготована з рисом, цибулею, шафраном)
- Тамале
- Шинка
- Індичатина
- Виноград
- Фруктовий пиріг
- Ег-ног
- Картопляний салат
- Пан де Роска
- Пан Бон
- Спагеті

## Парагвай
- Яблучний сидр
- Яловичий язик, іноді покритий вінегретом
- Сидр
- Клерико (лимонний алкогольний напій з суміші фруктів і вина)
- Смажене курча
- Картопляний салат
- Смажена свинина
- Сопа парагвайська

## Росія
- Борщ
- Сочиво / Кутя

## Румунія
Румунські різдвяні страви — це переважно страви зі свинини. За п'ять днів до Різдва румуни святкують День Ігната, релігійне свято, присвячене святому мученику Ігнатію Теофору, пов'язане з практикою, яка має місце, особливо в селах, розкиданих по всій країні: ритуал забою свиней. Причому використовують від свиней все: від крові до вух. Через п'ять днів їхні столи наповнюються не тільки щедрими свинячими печенями, а й:
- Піфтіє (холодець зі свинини, який готується тільки зі свинячого м'яса, овочів і часнику)
- Лебер (ліверні ковбаски, місцевий різновид ліверної ковбаси)
- Калтабош (ковбаси з органів)
- Карнаті (ковбаси на основі свинини)
- Санґерет (кров'яні ковбаси)
- Тобе (головний сир, виготовлений з різних частин свинини, печінки, відвареної, нарізаної кубиками і упакованої у свинячий шлунок на зразок салямі)
- Сармале (рулетики з маринованої в розсолі капусти з начинкою з м'яса і рису)
- Салата де боф (салат з відвареними овочами та м'ясом (яловичину, птицю, навіть шинку). До його складу може входити картопля, морква, маринований червоний перець і огірки, шматочки яєчних білків. Все змішується разом з майонезом і гірчицею)
- Козонак (румунський еквівалент панетоне або солодкого хліба)
- Міцні алкогольні напої
  - Палінка
  - Ракія
  - Туйця

## Самоа
- Пуаа уму (смажене порося)

## Сан-Марино
- Бустренґо (торт)

## Сербія
- Чесниця (різдвяний хліб)
- Коливо
- Рибний сукет

## Сполучені Штати Америки
- Яблучний сидр
- Ігристий яблучний сидр
- Англійський крем
- Карамельна тростина
- Шампанське
- Фадж
- Різдвяне печиво
- Журавлинний соус
- Ег-ног
- Риба в рамках Свята семи риб
- Фруктовий пиріг
- Пряники, часто у вигляді пряникового будиночка або пряникового чоловічка
- Різдвяна шинка
- Гавайський хліб
- Гарячий ром з вершковим маслом
- Гарячий шоколад
- Картопляне пюре
- Устриці тушковані
- Хурмовий пудинг
- Пиріг
  - Яблучний пиріг
  - Пекановий пиріг
  - Гарбузовий пиріг
  - Пиріг з солодкої картоплі
- Запіканка з батату та солодкої картоплі (з зефіром)
- Червоний оксамит
- Російське чайне печиво
- Том і Джеррі (напій)
- Смажена індичка, рідше смажена качка, гуска, курка або фазан
- Фарш, також відомий як заправка, особливо на півдні США.

## Тринідад і Тобаго
У Тринідаді і Тобаго традиційні страви складаються з щедрих порцій запеченої шинки, паштетів, чорного фруктового пирога, солодкого хліба, а також традиційних напоїв, таких як щавель, імбирне пиво та понш-де-крем. Шинка є основним пунктом різдвяного меню, а щавель супроводжує її.
- Різдвяна шинка
- Щавель
- Пастила, також відома як галлакас
- Понш-де-крем (версія гоголь-моголю)
- Чорний торт

## Угорщина
- Рибний сукет
- Голубці
- Різдвяний гусак
- Бейґлі
- Бобайка / Макос ґуба
- Салонцукор
- Сирні часникові хлібні палички

## Україна
Святковий стіл в Україні традиційно включає низку автентичних українських страв, які мають більш ніж тисячолітню історію і беруть свій початок ще з язичницьких часів.
- Кутя
- Узвар[52]
- Пироги
- Борщ
- Деруни[53]
- Сластьони
- Вінегрет з квасолею та квашеною капустою
- Голубці
- Капусняк

## Фінляндія

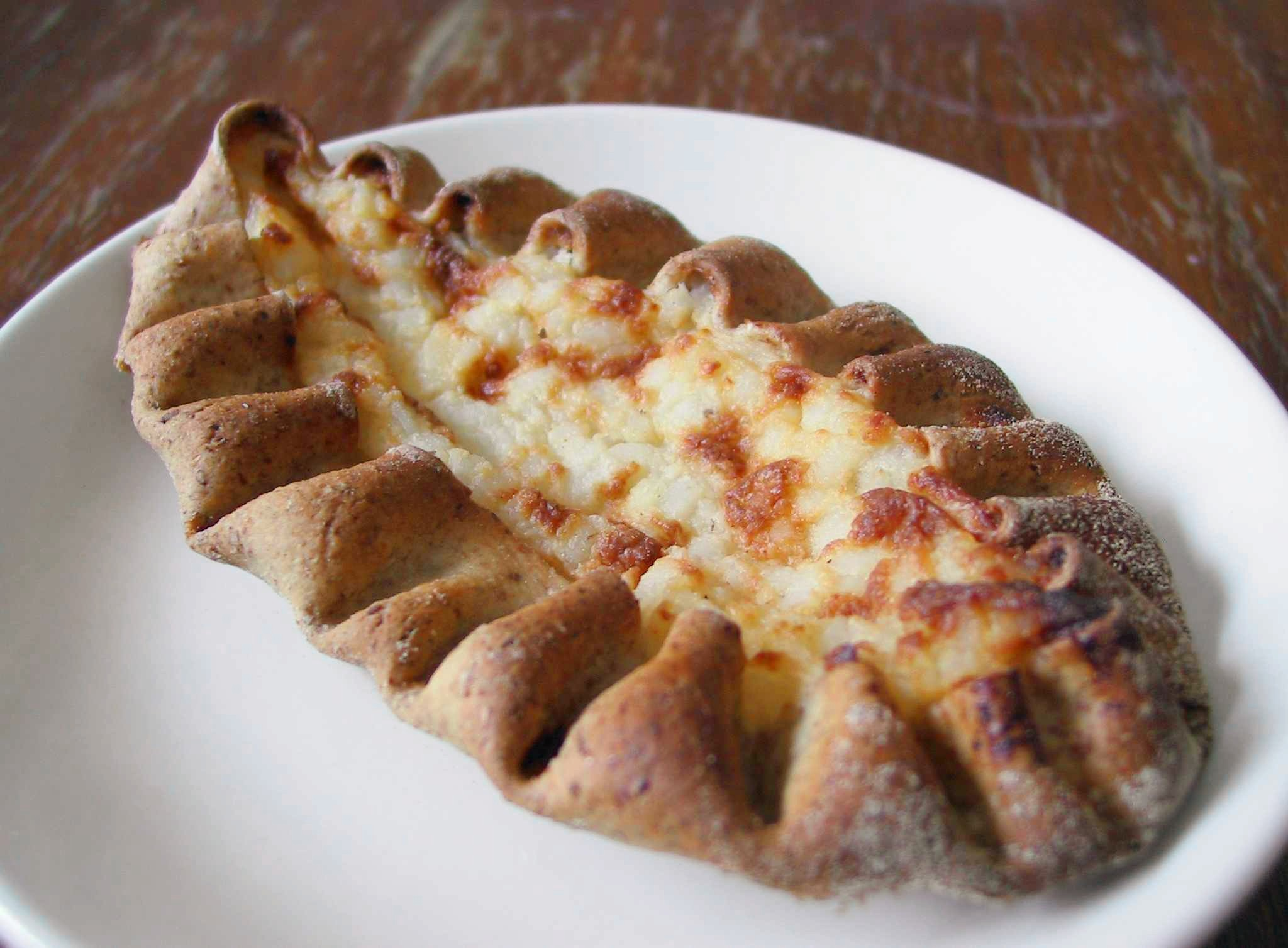
Карельський чебурек

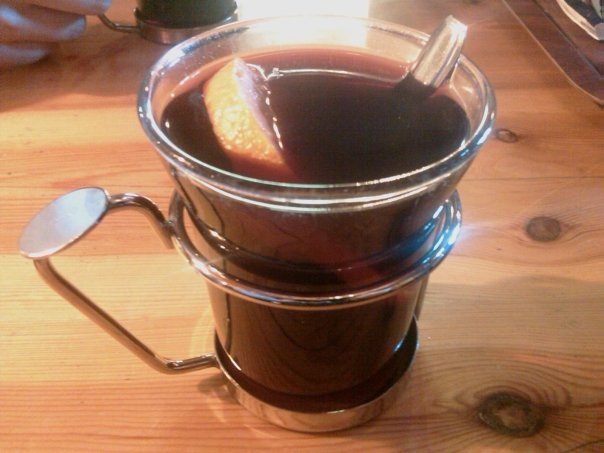
Глінтвейн

Різдвяний шведський стіл з Фінляндії, юлупойта, (в перекладі «Святвечірній стіл»), традиційна виставка різдвяних страв, що подається на Різдво у Фінляндії, подібна до шведського сморґасборда, в тому числі:
- Різдвяна шинка з гірчицею (майже в кожній родині є на Різдво)
- Ґраавлакс ґраавіолі (свіжосолений лосось)
- Маринований оселедець в різних видах (під томатним, гірчичним, мацоні або цибульним соусами)
- Розоллі (холодний салат з нарізаних кубиками буряка, картоплі та моркви — в деяких різновидах також додається яблуко)
- Лютефіск і соус Бешамель[54]
- Сиг і судак
- Картопляна запіканка (підсолоджена або не підсолоджена, залежно від уподобань)[54]
- Картопля відварна
- Морквяна запіканка[54]
- Ланттулаатікко (запіканка з брукви)[54]
- Різноманітні соуси
- Асортимент сирів, найчастіше — бринза
- Юлулімппу (різдвяний хліб, зазвичай солодкий)
- Каріаланпііракка (карельські чебуреки, рисові чебуреки, подаються з яєчним маслом)

Можуть бути й інші м'ясні страви:
- Каріаланпайсті (карельський гарячий горщик, традиційне м'ясне рагу)

Десерти:
- Ріісіпууро (рисовий пудинг або рисова каша з корицею, цукром і холодним молоком або суп зі змішаних фруктів)
- Юлутортту (традиційно шматок листкового тіста у формі зірки з мармеладом із чорносливу в середині)
- Піпаркакут (пряники, іноді у формі пряникового будиночка або пряникового чоловічка)[54]
- Секагедельмакіісселі, луумукіісселі (суп із змішаних фруктів або суп із чорносливу, кисіль)

Напої:
- Глег
- Глінтвейн
- Юлуолют (різдвяне пиво)[55]
- Котікаліа (безалкогольний пивоподібний напій, схожий на квас)

## Франція
- Устриця[56]
- Фуа-гра[56]
- Копчений лосось
- Гребінцеві молюски
- Шампанське
- Креп[57]
- Чапон (смажена курка)

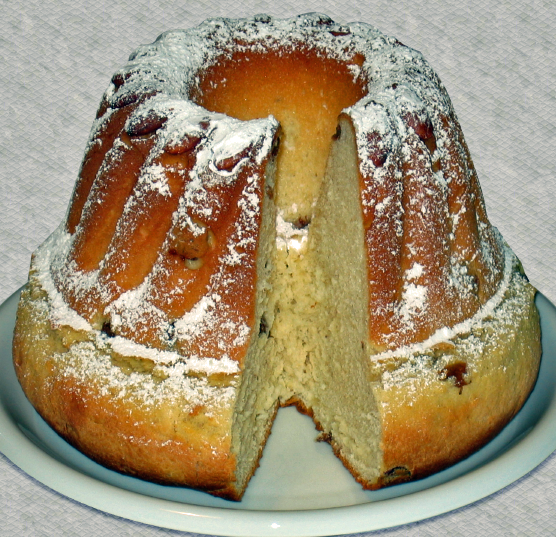
Куґлоф

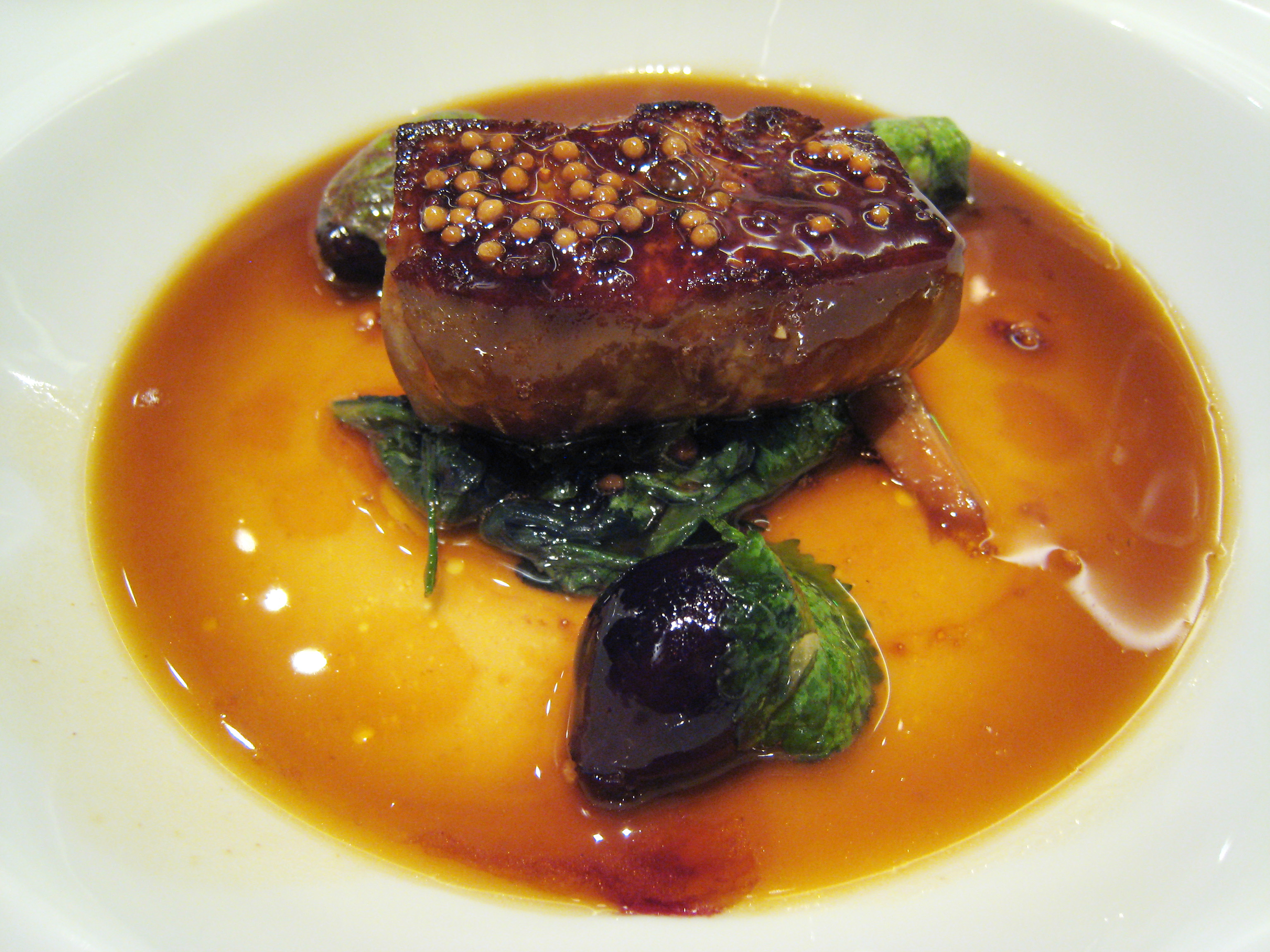
Фуа-гра

- Дінде окс марронс (індичка, фарширована каштанами)
- Ґанзельтопф (гусак)[56]
- Різдвяний гусак
- Бюш-де-Ноель[58]
- Куґлоф
- Тринадцять десертів[56]: Тринадцять десертів — традиційний різдвяний десерт у французькому регіоні Прованс. Різдвяна вечеря закінчується 13 десертами, що представляють Ісуса Христа та 12 апостолів. Десерти традиційно ставляться напередодні Різдва і залишаються на столі три дні до 27 грудня[59]
- Волоський горіх
- Айвовий мармелад[59]
- Мигдаль
- Родзинки
- Каліссони
- Нуга бланк
- Чорна нуга з медом
- Яблука
- Груші
- Апельсини
- Бенінказа
- Фуґасс (хліб)

## Чехія та Словаччина
- Капустниця (капусняк)
- Рибна юшка
- Короп смажений

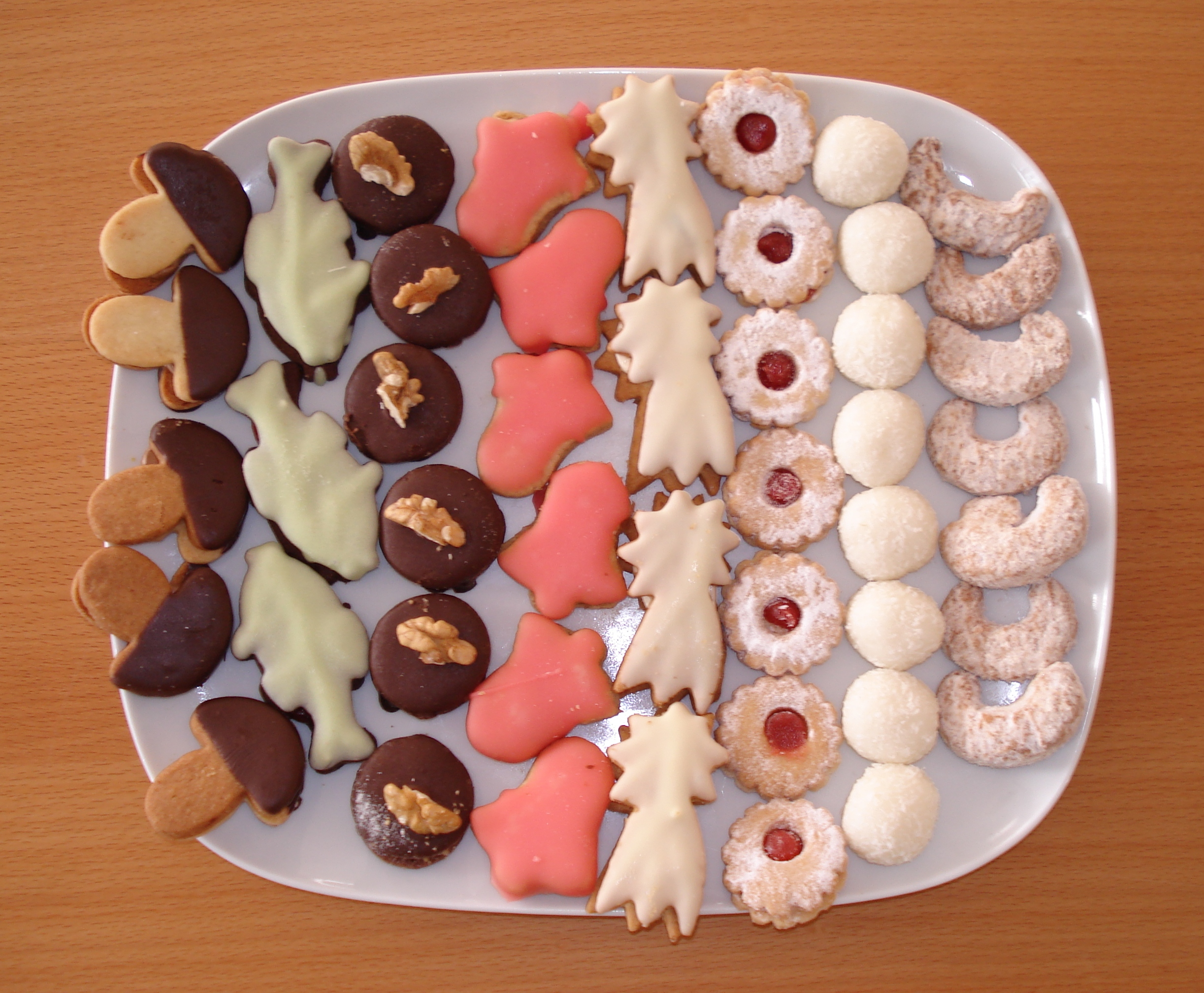
Різдвяне печиво

- Картопляний салат з майонезом, круто звареними яйцями та вареними овочами
- Куба (крупа з грибами)
- Біла ковбаса на грилі
- Ваночні цукрові (різдвяне печиво)
- Ваночка (різдвяний хліб)
- Фруктовий пиріг
- Пряники

Напередодні різдвяних свят готують багато видів солодкого печива. Це солодке печиво потім подається на стіл протягом усього різдвяного періоду та обмінюється між друзями та сусідами. Також дуже популярним є приготування маленьких пряників, прикрашених цукровою глазур'ю.

## Чилі

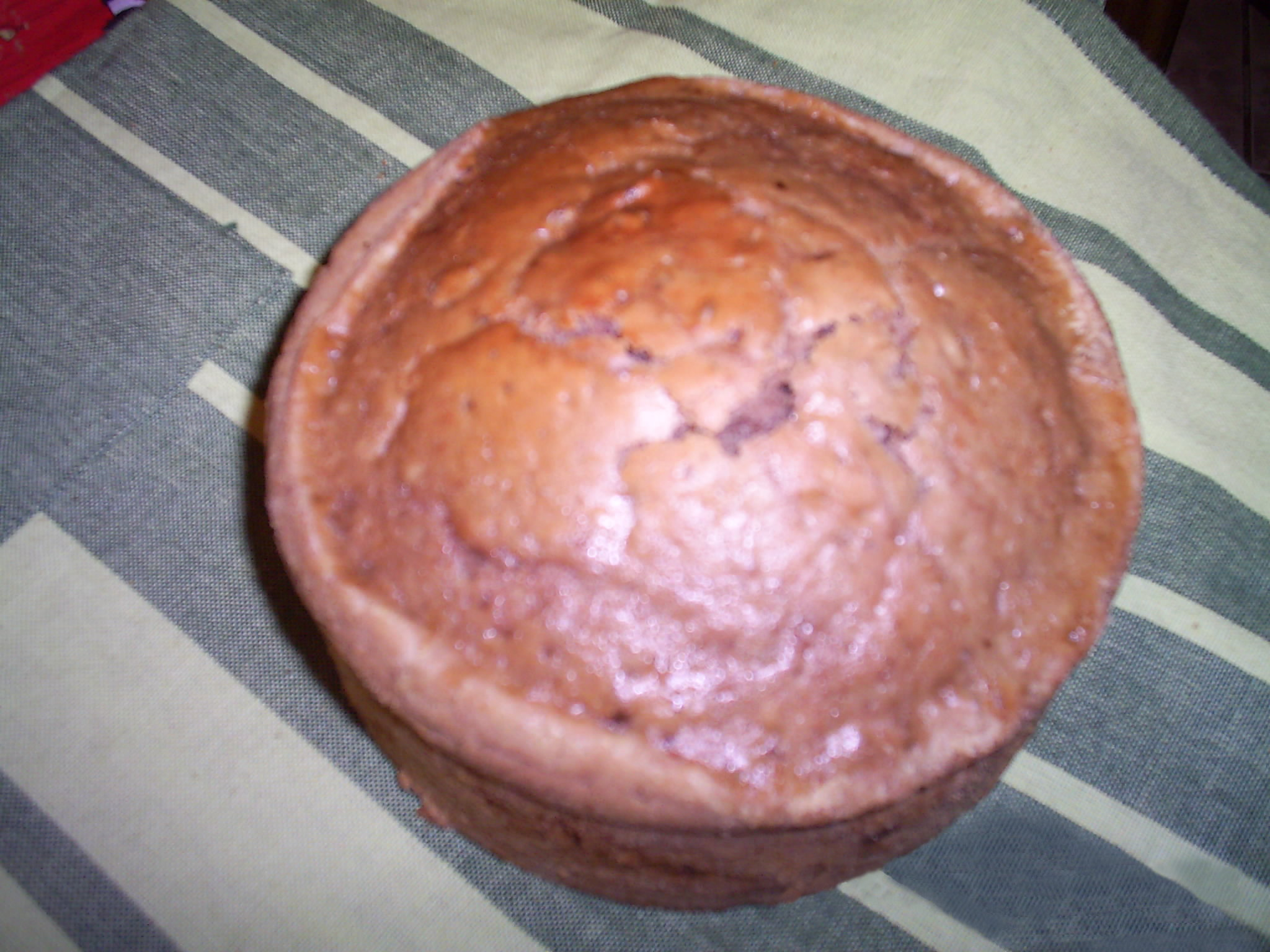
Пан де Паскуа

- Кола де моно (букв. Мавпячий хвіст; чилійський різдвяний напій з агардієнте, молока, кави, зі смаком ванілі та гвоздики)
- Пан де Паскуа (чилійський різдвяний бісквіт зі смаком гвоздики та шматочками цукатів, родзинок, волоських горіхів і мигдалю)
- Запечена індичка
- Понче а-ля романа (напій у стилі гоголь-моголь з шампанського та морозива зі смаком ананаса)